# 本徒士町
本徒士町（もとかちしちょう）は、青森県八戸市の地名。

## 地理
八戸市の中央部に位置し、北に大字売市字輿遊下・長根公園、東に堤町、南に廿三日町、西に徒士町が面している。地区の面積は20435平方メートル。八戸市中心市街地の区域、長者地域に属する。

## 地名の由来
南部八戸の城下町によると「町名は騎士の侍に対する徒歩の士の町に由来するとおもわれるので、本来は徒士階級の屋敷町として割り出されたものかと考えられる」と記載されているが、同書は当地名について八戸藩の記録には徒士階級が不存在であり、類似の「徒士丁」、「上徒士丁」の地名があるものの「本当の町名の由来についてはわからない」と記されている。

## 歴史

### 沿革
- 1872年（明治5年）町村役人廃止により大区小区制による地方行政制度に改められる[8]。本徒士丁と称し九大区二小区の42村の一つに含まれた[9]。
- 1889年（明治22年）4月1日 - 町村制施行。本徒士町と改め三戸郡八戸町に属する[10]。
- 1929年（昭和4年） 市制施行に伴い、八戸市に属する[11]。

## 世帯数と人口
| 字           | 世帯数 | 人口 |
| 大字本徒士町 | 43世帯 | 65人 |
| 合計         | 43世帯 | 65人 |